# Патіала
Патіа́ла (пенджаб. ਪਟਿਆਲਾ, гінді पटियाला, англ. Patiala) — місто на крайньому сході індійського штату Пенджаб. Адміністративний центр округу Патіала.

## Історія
З 1948 по 1956 роки Патіала була столицею індійського штату Патіала і Союзу держав східного Пенджабу.

## Географія
Розташована в 67 км на північний захід від Чандігарха, в 93 км на південний схід від Лудхиана, в 155 км на південний схід від Джаландхара і в 233 км на північний захід від Делі (дорогами), на висоті 249 м над рівнем моря.

## Населення
За даними перепису 2001 року населення міста налічувало 302 870 осіб. Частка чоловіків — 54 %, жінок — 46 %. Рівень грамотності — 76,7 %, що значно вище середнього за країною показника. Частка дітей у віці до 6 років — 10 %. Згідно з даними перепису 2011 року, населення Патіали становить 445 196 осіб .

## Транспорт
Через місто проходять національні шосе № 1 і № 64. Є залізничне сполучення. Найближчий аеропорт, який приймає місцеві рейси знаходиться в Чандігархі.